# Jerseyština

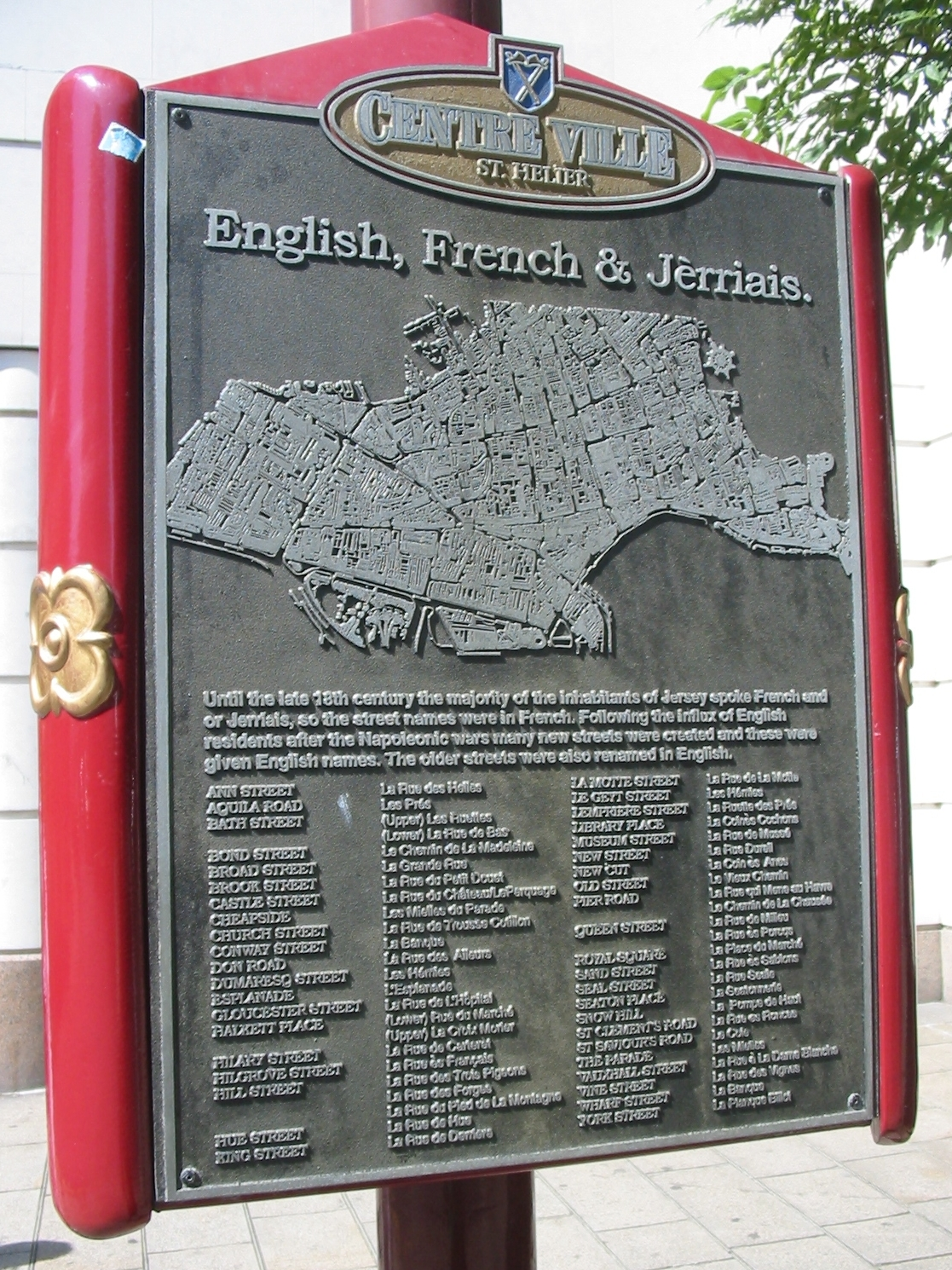
Plán města Saint Helier se jmény ulic v angličtině, francouzštině a jerseyštině

Jerseyština je dialektem normanštiny používaná na ostrově Jersey, který je součástí Normanských ostrovů v Lamanšském průlivu. Jedná se o románský jazyk řazený do podskupiny oïlských jazyků, kam patří i francouzština.
K nejstarším literárním dílům používajícím dialekt, který je považován za předchůdce jerseyštiny, patří příběhy a poezie z 12. století od anglonormanského básníka jménem Wace pocházejícího z Jersey. Až do 18. století byla jerseyština spolu s francouzštinou převládajícím jazykem na ostrově. Dnes je počet rodilých mluvčí jazyka nižší než 3000 a klesá vlivem převládající angličtiny; přesto je snaha jazyk zachovat.

## Příklady

### Číslovky
| Jerseysky | Česky |
| ieune     | jeden |
| deux      | dva   |
| treais    | tři   |
| quatre    | čtyři |
| chînq     | pět   |
| six       | šest  |
| sept      | sedm  |
| huit      | osm   |
| neuf      | devět |
| dgix      | deset |

## Užitečné fráze
| Jerseysky             | Česky             |
| Bouônjour!            | Ahoj!             |
| Bouônjour à matîn!    | Dobré ráno!       |
| Bouônjour!            | Dobré odpoledne!  |
| Bouônsouair!          | Dobrý večer!      |
| À bétôt!              | Na shledanou!     |
| Oui / Nânnîn          | Ano / Ne          |
| S’i’ vouos pliaît     | Prosím            |
| Mèrcie!               | Děkuji!           |
| Mèrcie bein des fais! | Děkuji mnohokrát! |
| J'ai r'gret           | Promiň            |
| Gauche / Drouaite     | Levý / Pravý      |